# Torre di Montebolzone
La torre di Montebolzone è una torre medievale sita a Montebolzone, frazione del comune italiano di Agazzano, in provincia di Piacenza. Il suo nome deriva da bolzone, dal tedesco bolzen la testa in ferro dell'ariete.
Posta sulle ultime ondulazioni collinari della val Luretta, a 142 m s.l.m., svetta, grazie alla sua altezza, sulla campagna circostante.

## Storia
Di questa fortificazione, inizialmente parte di un più ampio castello e posta in una località abitata fin dal periodo romano, non è nota la data precisa di fondazione, tuttavia essa potrebbe risalire ai primi anni del X secolo, forse su iniziativa della chiesa piacentina. La prima citazione puntuale al riguardo è la sua distruzione, avvenuta nel 1243, per mano di truppe pavesi e tedesche poste al servizio dell'imperatore Federico II di Svevia. Nel 1360 era possesso di Giovanni Confalonieri il quale potrebbe venire identificato con il Giovanni da Castel Nuovo che, impegnato nelle lotte tra Bernabò e Gian Galeazzo Visconti contro papa Gregorio XI si arrese nel 1372 di fronte alle truppe papaline.
Nel 1412, con la concessione da parte del duca di Milano Filippo Maria Visconti della contea di Castel San Giovanni e Borgonovo a Bartolomeo e Filippo Arcelli, anche Montebolzone, la cui proprietà era già stata acquistata dagli Arcelli nell'aprile del 1407, venne incluso nei territori oggetto dell'investitura. In seguito Montebolzone venne concessa al condottiero Niccolò Piccinino, prima di ritornare alla famiglia Arcelli nella persona di Lazzaro Arcelli. Con l'inclusione all'interno del feudo borgonovese l'importanza militare dell'edificio diminuì, lasciando intatta solamente la funzione di dimora residenziale.
A Lazzaro successero i conti Sforza Visconti sotto al cui controllo la località rimase fino al 1679, anno in cui, dopo la scomparsa senza eredi del conte di Borgonovo Alessandro III Sforza vennero avocati dalla Camera Ducale Farnesiana. Nel 1682 tutti i beni e i diritti che in precedenza erano stati in possesso del conte vennero ceduti dalla Camera Ducale ai fratelli Carlo e Antonio Maria Volpari i quali corrisposero in cambio un pagamento di 122 400 lire. Nel dicembre 1694 i fratelli Volpari ottennero dal duca di Parma e Piacenza Francesco Farnese l'investitura al feudo di Montebolzone, con il titolo di conti in cambio del pagamento della somma di 16 700 lire.
Successivamente, con il venire meno delle esigenze militari e difensive, la torre che restava dell'originario castello venne riattata funzionalmente alle necessità della casa colonica che era stata costruita nelle immediate adiacenze.
Intorno alla metà del XVIII secolo l'edificio pervenne, a seguito del matrimonio con Margherita, ultima erede della famiglia Volpari, al conte Petrucci di Pontremoli. Da lui il bene passò alla contessa Bianca Petrucci, sposata con Emilio Malvezzi Campeggi, esponente di una famiglia della nobiltà bolognese. Infine, verso la metà dell'Ottocento, la torre fu comprata dalla famiglia Scotti.
La torre è stata posta sotto tutela secondo l'articolo 5 della legge 364/1909 fin dal 1915.
Ereditata nel 2007 da Licia, Margherita e Danila Gardella la torre, danneggiata a causa del degrado della copertura che aveva generato infiltrazioni a accumuli acquosi sui solai dei piani intermedi, che rendevano concreto il rischio di un crollo, è stata ristrutturata tra il 2008 e il 2016 da parte dell'architetto Marcello Spigaroli e dell’ingegnere Gabriele Malvisi.

## Struttura
La torre a base quadrangolare alta circa 20 m e caratterizzata da muri spessi alla base circa 110 cm è tutto quanto rimane dell'originario castello, all'interno del quale svolgeva la funzione di dongione. La parte inferiore della torre è realizzata in sasso, mentre la parte superiore in laterizio; in questa seconda parte si riconoscono i resti della merlatura, nonché un motivo decorativo a dente di sega. La presenza della parte superiore in laterizio è probabilmente ascrivibile al rialzo della torre operato durante il XIII secolo, dopo la distruzione del castello avvenuta nel 1243.
L'ambiente al piano terra presenta è voltato a botte con solaio realizzato in mattoni di laterizio, mentre gli ambienti dei piani superiori presentano dei soffitti in legno.
In luogo degli altri fabbricati che originariamente costituivano il castello, venne costruita la chiesa di Santa Maria Assunta; contestualmente alla demolizione del castello la funzione di dimora nobiliare venne assunta da un palazzo posto nelle immediate adiacenze della torre e costruito successivamente rispetto al periodo medievale.